# Sebastian Notini
Sebastian Notini, född 28 juli 1975 i Boo församling i Stockholms län, är en svensk musiker och slagverkare, som har spelat tillsammans med många av de största svenska artisterna, såsom Lisa Nilsson, Robyn, Eagle-Eye Cherry och Marie Fredriksson. 
Sebastian Notini är son till jazztrummisen Pétur "Island" Östlund och författaren och konstnären Anja Notini samt dotterson till professor Gösta Notini och sonson till den isländska sångerskan Mária Markan. 
Sedan år 2000 delar han sin tid mellan Sverige och Brasilien, där han arbetar som musiker och musikproducent med artister som Jorge Ben Jor, Tiganá Santana och Virgínia Rodrigues.

## Diskografi i urval
- Evo: Evo (1995)
- Hada Raïna: Slaves of Freedom (1996)
- Stefan Andersson På Svenska (1997)
- Lisa Lindebergh Sparkling (2000)
- Ranarim: För världen älskar vad som är brokot (2003)
- Lina Nyberg: Time (2003)
- Driftwood: Driftwood (2003)
- Lina Nyberg: Saragasso (2004)
- Marie Fredriksson: The Change (2004)
- Masjävlar: Soundtrack (2004)
- Sofia Karlsson: Svarta ballader (Dan Andersson) (2004)
- Simone Moreno: Samba Makossa (2005)
- Lisa Nilsson: Hotel Vermont 609 (2006)
- Zjansiyoum Henok: Guud (2006)
- Ramiro Musotto: Civilização & Barbarye (2006)
- Feira Livre: Feira Livre (2007)
- J.C. Schütz: Blissa Nova (2007)
- Marco Lobo: Aláfia (2007)
- Rita Ribeiro: Tecnomacumba (2007)
- Raquel Coutinho: Olho d'Agua (2008)
- Lisa Nilsson with João Castilho and Sebastian Notini: Sambou Sambou (2009)
- Magnus Lindgren: Batucada Jazz (2009)
- J.C. Schütz: C'est la vie (2009)
- Helena Soluna: Birth and Harvest (2009)
- Delia Fischer: Presente (2010)
- Simone Moreno: Planetas (2011)
- Jelena Jakubovitch: Burn Burn Gypsy Love (2011)
- Eagle-Eye Cherry: Live in Rio (DVD 2011)
- Driftwood: Southward Bound (2012)
- Luiz Murá & Unit (2012)
- Tiganá Santana: The Invention of Color (2012)
- Hamilton Hafif: Essência (2012)
- Maurício Brandão feat. Milton Nascimento: É isso (2013)
- Janio Apiranga: Luz do Poeta (2013)
- Josy Lélis: Universos (2013)
- Mou Brasil: Farol (2013)
- Flavio Tris: Flavio Tris (2013)
- Eagle-Eye Cherry: Can't Get Enough (2013)
- Lisa Nilsson: Sånger om oss (2013)
- Jurema Paes: Mestiça (2014)
- Ramiro Musotto & Sebastian Notini Círculos (2014)
- Tiganá Santana: Tempo & Magma (2015)
- Virgínia Rodrigues: Mama Kalunga (2015)
- Sheikh Lô: Balbalou (2015)
- Mats Bergström: Água e Vinho (2016)
- Filipe Lorenzo: Odisseia Baiana (2017)
- Ian Lasserre: Sonoridade Pólvora (2017)
- Matita Perê: Reino dos Encourados (2017)
- Oumou Sangaré: Mogoya (2017)
- Antonio Carlos Tatau: A lida dos anos (2017)
- Aiace Felix: Dentro Ali (2017)
- Luedji Luna: Um Corpo no Mundo (2017)
- Danilo Fonseca: Crescente (2019)
- Babuca: Pindorama Utrópicos (2019)
- Tiganá Santana: Vida-Código (2020)
- Ian Lasserre: Átimo (2020)
- Tiganá Santana - Sebastian Notini - Ldson Galter: Milagres (2020)
- Ana Barroso: Um Cisco no Olho (2021)
- Daniel Dorea: Grande Coisa (2023)
- Iara Rennó: Orí Okàn (2023)
- Irma Ferreira Em Cantos de Orisá (2023)

## Fotnoter
1. 1 2  Sveriges befolkning 1990, CD-ROM, Version 1.00, Riksarkivet (2011).